# Ernest MacMillan
Ernest MacMillan (Mimico, Toronto, Ontario, 18 d'agost de 1893 – Toronto, 6 de maig de 1973) va ser un director d'orquestra canadenc, compositor, organista i l'únic "cavaller musical" canadenc. És considerat àmpliament com el músic preeminent del Canadà, des dels anys vint fins als anys cinquanta. Les seves contribucions al desenvolupament de la música al Canadà foren sostingudes i variades, com a director, intèrpret, compositor, administrador, conferenciant, adjudicatari, escriptor, humorista i estadista.

## Biografia
Adolescència i estudis
Ernest Alexander Campbell MacMillan va néixer a Mimico (Etobicoke), a Toronto, Ontario. Les seves primeres influències musicals foren els seus pares. Des de molt jove, va quedar fascinat mentre veia tocar la seva mare i va decidir aprendre música. El seu pare, que era ministre de l'església presbiteriana de Sant Enoc, va comprar un orgue per a una nova casa on es va traslladar la família el 1898. La casa tenia un saló i una sala d'estudi adjacents, amb prou espai tant per a orgue com per a piano. Després, Macmillan va quedar oficialment enganxat. Macmillan va començar a estudiar l'orgue als 8 anys amb Arthur Blakely. Un nen prodigi, va fer el seu primer recital d'orgue als deu anys. El seu talent va sorprendre tant el públic com la crítica el 1904 quan va actuar al "Festival of Lillies", que "el va establir fermament com un prodigi". Se sabia que hi assistien 4000 persones. A més, va ser l'organista nomenat a Sant Enoc, cosa que li va donar una sensació d'importància i una gran experiència en l'acompanyament de cantants. Entre 1908 i 1910, MacMillan va celebrar el seu primer nomenament professional com a organista i mestre de cor a Toronto a Knox (Presbyterian) Church. El 1910 va tenir el seu primer recital d'orgue oficial. Després d'això, va actuar en altres llocs de Toronto fins al 1914. Va obtenir els diplomes d'associació i beca del Royal College of Organists i, des del 1911 fins al 1914, va estudiar història moderna a la Universitat de Toronto, obtenint un BA. Va ser membre de la fraternitat canadenca, Phi Kappa Pi.

## Internament a Alemanya (1914-1919)
MacMillan va viatjar a París la primavera de 1914 i va començar a estudiar piano en privat amb Thérèse Chaigneau. Estava de visita a Bayreuth, Alemanya, per assistir a les representacions del Festival de Bayreuth, quan va començar la primera guerra mundial a l'agost, després de l'Assassinat de Sarajevo de l'arxiduc Francesc Ferran d'Àustria el 28 de juny. MacMillan va ser inicialment detingut per la policia alemanya i després empresonat com un alienígena enemic, ja que el Canadà havia declarat la guerra a l'Alemanya imperial el 5 d'agost. MacMillan va ser internat posteriorment durant la guerra a Ruhleben, un camp de detenció civil britànic, situat al lloc d'una antiga pista de curses de cavalls, als afores de Berlín. Durant aquest període, es va convertir en un membre destacat de la "Ruhleben Musical Society" i va dirigir les interpretacions de The Mikado (amb orquestra) i una versió pantomima de Cinderella. MacMillan va transcriure la música del primer de memòria amb l'ajut d'altres quatre músics, inclòs Benjamin Dale. Entre els assistents a aquestes representacions hi havia James W. Gerard, l'ambaixador dels Estats Units a Alemanya. MacMillan també va ser membre de la "Ruhleben Drama Society" i va actuar en produccions dOtel·lo, La nit de Reis i La importància de ser Frank. MacMillan va donar conferències sobre cadascuna de les nou simfonies de Beethoven; al final de cada conferència, MacMillan i Dale interpretarien un acord de piano a quatre mans de la simfonia en discussió. Posteriorment, MacMillan va ser entrevistat sobre les seves experiències com a internat a Ruhleben, com a part d'una sèrie d'entrevistes a CBC amb veterans canadencs de la Primera Guerra Mundial.

## Carrera
Com a director d'orquestra

Ernest MacMillan el 1941 a Toronto
De retorn al Canadà el 1919, MacMillan va ser nomenat organista i cap de cor a Toronto a la "Timothy Eaton Memorial Church". Va ser especialment conegut per les seves representacions del El Messies de Haendel i del Rèquiem de Brahms. La seva carrera com a director d'orquestra va començar realment quan va dirigir una representació de La Passió de Sant Mateu de Bach a la "Timothy Eaton Memorial Church" el 1923. MacMillan va realitzar representacions anuals d'aquesta obra durant els propers 30 anys. Una altra tradició anual que Macmillan va iniciar durant la seva carrera inclou la representació de El Messies de Haendel durant el Nadal pel "Toronto Mendelssohn Choir".
Al llarg de la seva estada a lOrquestra Simfònica de Toronto, MacMillan va aconseguir molts dels principals èxits de la seva carrera com a director. La seva autoritat com a compositor va influir en alguns canvis importants dins de l'orquestra. Durant la Depressió, va canviar els horaris dels concerts de les 5 de la tarda a una "hora del vespre" més. Com que molts músics de teatre estaven sense feina durant l'època de la depressió, MacMillan els va contractar per tocar regularment en aquests concerts nocturns. Com a resultat, MacMillan va ser capaç de seleccionar un repertori molt més ambiciós per a aquesta forma d'interpretació més forta, així com allargar la seva temporada, i va augmentar el seu nombre de concerts.
MacMillan va intentar que els concerts essin divertits i entretinguts. Els Concerts Simfònics de la Caixa de Nadal en van ser un gran exemple. MacMillan no només va dirigir, sinó que es va disfressar de Pare Noel i va fer que el públic participés cantant. També "va aparèixer en general amb una clau de mico per a una batuta per dirigir la Foneria de Ferro d'Aleksandr Mosolov".
L'entrada del Canadà a la Segona Guerra Mundial va resultar "un període difícil", però va ser durant els anys de la postguerra que la seva direcció va ser considerada com "la més reeixida de la història de l'Orquestra Simfònica de Toronto". Les innovacions de MacMillan en el seu repertori van canviar una altra vegada. Va incloure música canadenca, així com obres dels compositors occidentals Béla Bartók i Dmitri Xostakóvitx.
Durant la Segona Guerra Mundial també va guanyar fama com a director convidat als Estats Units. Va dirigir molts concerts de Hollywood Bowl i lOrquestra Simfònica de la National Broadcasting Company a Nova York. Al Canadà, va dirigir lOrchester symphonique de Montréal i l'Orquestra Simfònica de Vancouver. A finals de la dècada de 1940, va dirigir la Vancouver Symphony en 45 ocasions diferents i 25 en Montreal. MacMillan també va fer una gira per Austràlia durant tres mesos i va dirigir 30 concerts a Sydney, Melbourne i Brisbane.
Més tard en la seva carrera (1948-1953), MacMillan va introduir al Canadà perspectives totalment noves de gravació i difusió. Un bon nombre d'actuacions que va dirigir van ser enregistrades per a "Beaver Records", i també van ser transmeses a nivell nacional per CBC Radio. No obstant això, el seu silenci sobre el tema de la "Symphony Six" va provocar crítiques.

## Com a compositor
Mentre era presoner a Ruhleben, MacMillan va escriure la que es veu com la seva composició més significativa, titulada Quartet de corda en do menor. Influenciat per l'"estil i els temes de la guerra", la primera representació d'aquesta peça va ser interpretada el 8 de febrer de 1925 pel Hart House String Quartet, i va ser dirigida pel mateix MacMillan. Tot i que les habilitats de composició de MacMillan van ser molt elogiades durant aquesta interpretació, va afirmar que la composició no era la seva principal preocupació; preferia dirigir a compondre.
No obstant això, no només el llenguatge musical del període romàntic del segle xix va influir en MacMillan, sinó que també estava interessat en la música folklòrica. El 1927, va viatjar al costat de Marius Barbeau a la regió del riu Nass, a la Columbia Britànica, per "escoltar, gravar i notar la música del poble Tsimshian". Com a resultat, va compondre Three Songs of the West Coast, arranjat per a veu i piano.
MacMillan va compondre menys durant el seu compromís amb lOrquestra Simfònica de Toronto. Tot i així, va aconseguir compondre cançons escoceses i franceses per a l'òpera balada Prince Charming. A més, va compondre Te Deum Landamus en mi menor (1936) i Song of Deliverance (1944), ambdues obres corals.
La seva única obra composta estrictament per a l'orgue va ser nomenada Cortège académique. El 1953 se li va demanar que el composés i el representés al "University College" de Toronto.
A part de compondre les seves pròpies obres, MacMillan va fer arranjaments d'obres de compositors com Bach, Beethoven, Haendel i Txaikovski, de qui va dir que van influir molt en el seu estil. Tant les orquestres canadenques com les nord-americanes han interpretat el seu arranjament d'orquestra del Preludi i la fuga de Bach en do menor.

## Com a intèrpret
MacMillan es va fer molt conegut als cercles musicals de Toronto després que va començar a actuar en la seva carrera anterior. En tornar al Canadà després de la guerra, MacMillan va començar la seva carrera posterior com a intèrpret oferint cinc recitals d'orgue encarregats per l'Acadèmia Canadenca de Música del novembre de 1919 al març de 1920. A més, va fer recitals a la "Timothy Eaton Memorial Church" després de cada servei diumenge. MacMillan també va oferir "tots els recitals de Bach" que van atreure membres de la congregació i músics de Toronto.
CBC Radio als anys vint va contribuir a augmentar el talent de MacMillan com a intèrpret. Així, va ser reconegut fins a l'oest fins a Vancouver. Sovint se li va demanar que actués allà, així com als Estats Units, i a la Convenció de 1935 del "Royal College of Organists" de Toronto.
A principis dels anys 40, MacMillan va formar "The Canadian Trio". Al costat dels músics Zara Nelsova (violoncel·lista) i Kathleen Parlow (violinista), MacMillan va actuar sovint a Toronto i ocasionalment a altres llocs. Sorprenentment, una vegada van interpretar el Triple Concert de Do Major de Beethoven amb lOrquestra Simfònica de Toronto al Massey Hall. A més, MacMillan va iniciar "The Canadian Duo" amb Kathleen Parlow; les seves actuacions també es van emetre a la ràdio CBC.
MacMillan va oferir 100 concerts i recitals entre els anys vint i cinquanta. Finalment va deixar d'actuar a causa de les seves altres responsabilitats com a director, compositor i educador.

## Com a educador
Al llarg de la seva vida professional, MacMillan va posar èmfasi en l'educació musical i "va contribuir a les bases del desenvolupament de la música al Canadà". L'any 1919, MacMillan va ser seleccionat per a un lloc de personal a l'Acadèmia Canadenca de Música, encara que tenia poca formació en docència. Va ensenyar teoria, harmonia, contrapunt, piano i orgue. A més, MacMillan va ser enviat a dirigir gires d'exàmens a la Universitat McGill al sud d'Ontario i en diverses parts de la costa oest en nom de l'Acadèmia.
Finalment, MacMillan va ser nomenat degà de la Facultat de Música de la Universitat de Toronto. Va fer moltes innovacions durant el seu mandat amb el seu departament de música. Després va establir un cor de conservatori el 1927, perquè considerava que els estudiants vocals "necessitaven experiència en cant coral". També va començar les primeres classes d'òpera al conservatori el 1920, amb representacions de Hansel i Gretel, El bruixot, Dido i Eneas i Hugh el Drover. Va millorar la biblioteca, va fer millores a les proves de lectura visual / oïda dels col·legis, i va preparar materials didàctics que inclouen "The Modern Piano Student" el 1931 i "On the Preparation of Ear Tests" el 1938.
MacMillan també estava interessat en l'educació juvenil. Va treballar en concerts infantils i de secundària, que van ser presentats per lOrquestra Simfònica de Toronto. Per enriquir l'experiència musical infantil, va introduir una sèrie anomenada "Música per a gent jove" el 1942. Centrat en tots els nivells de primària, júnior i sènior, el programa va durar 45 minuts amb solistes acompanyats per lOrquestra Simfònica de Toronto.
A més de compondre, dirigir i interpretar, MacMillan es va reconèixer internacionalment com a adjudicatari a partir del 1924, quan va participar com a adjudicatari al Festival de Música d'Ottawa. El 1937, va ser el primer canadenc a ser adjudicat al "National Eisteddfod" de Gal·les; i es va presentar a diversos festivals a Jamaica i als Estats Units.

## Distincions i guardons
Pel seu "servei a la música al Canadà", MacMillan va ser nomenat cavaller el 1935 pel rei Jordi V per recomanació del primer ministre del Canadà, R. B. Bennett.
Es va convertir en membre honorari de la "Royal Academy of Music" el 1938, i també va rebre el premi nacional de música de la Universitat d'Alberta (1952). MacMillan també va rebre la Medalla del Consell del Canadà dues vegades (1964 i 1973) per "èxits destacats en arts, humanitats o ciències socials".
La facultat de música de la Universitat de Toronto va rebre una nova instal·lació el 1964, en què van anomenar el seu nou teatre "The MacMillan Theatre". Té una capacitat màxima de 815 persones, i el pou de l'orquestra és prou gran per contenir 60 músics.
Els fills de MacMillan, Keith i Ross MacMillan, van fundar la Fundació Memorial Sir Ernest MacMillan. Fins al dia d'avui, els premis anuals creixen fins a 10.000 dòlars per a "l'educació avançada a nivell de postgrau".
Ernest MacMillan va morir a Toronto el 1973.

## Col·lecció Sir Ernest MacMillan a Library and Archives Canada
Antecedents
La col·lecció de papers i música personals de Sir Ernest MacMillan es va establir al Music Archives, de la Biblioteca Nacional del Canadà, a Ottawa, Ontario, el 1984. La Col·lecció Sir Ernest MacMillan s'inclou ara com a part de les col·leccions globals de Library and Archives Canadà (ALC). Aquesta nova organització que es va crear el 21 de maig de 2004, per Ordre del Governador en Consell, mitjançant la fusió de la Biblioteca Nacional del Canadà i els Arxius Nacionals del Canadà.
La col·lecció Sir Ernest MacMillan de Library and Archives Canada consta de 21,7 metres lineals de material.
Hi ha disponible una ajuda per trobar la col·lecció escrita per la comissària Maureen Nevins: - "Llista numèrica dels fons Sir Ernest MacMillan". - Ottawa: Biblioteca Nacional del Canadà. - Novembre 1992. 435 pàg.
Sir Ernest MacMillan (1893–1973): Retrat d’un músic canadenc
Una exposició especial, Sir Ernest MacMillan (1893–1973): el retrat d'un músic canadenc va ser muntat per l'antiga Biblioteca Nacional del Canadà del 17 d'octubre de 1994 al 12 de març de 1995. El comissari de l'exposició, Maureen Nevins, va escriure la "història de MacMillan" tots els aspirants a músics i estudiants de cultura canadenca haurien de ser coneguts com un model d'assoliment personal i servei a la professió i al país".

## La Fundació Memorial Sir Ernest MacMillan
La Fundació Memorial Sir Ernest MacMillan (Fondation commémorative Sir Ernest MacMillan) va ser fundada el 1984 pels fills de Sir Ernest, Keith i Ross MacMillan, amb una donació de la família MacMillan. S'han obtingut fons addicionals gràcies a la generositat d'altres donants.
L'objectiu principal de la Fundació és ajudar els joves músics en la seva formació avançada a nivell universitari i commemorar així un gran canadenc i la seva carrera única.
El 1993, la Fundació va tenir un paper important en la celebració del centenari del naixement de Sir Ernest. La Fundació va animar moltes activitats commemoratives a tot el país i va col·laborar amb la Divisió de Música de l'antiga Biblioteca Nacional del Canadà en la presentació al Roy Thompson Hall de l'exposició completa de la Biblioteca de MacMillan.
La Fundació accepta donacions de persones i organitzacions interessades a fomentar les arts musicals al Canadà a través del seu programa de premis.

## Exemples d'enregistraments i música de MacMillan
MacMillan va dirigir l'Orquestra Simfònica de Toronto en dues pel·lícules produïdes per la "National Film Board of Canada" el 1945. En la primera pel·lícula, la Toronto Symphony No. 1, el TSO va interpretar Rhumba jamaicana, À St. Malo (una de les composicions pròpies de MacMillan) i obertura a l'òpera Colas Breugnon. La pel·lícula té una durada de 12 minuts. A la segona pel·lícula, la Simfònica de Toronto, el TSO va interpretar el Tercer moviment de la sisena simfonia en si menor de Piotr Ilitx Txaikovski. La pel·lícula té una durada de 9 minuts. El 1942, MacMillan va dirigir l'Orquestra Simfònica de Toronto (TSO) en una gravació de la suite orquestral The Planets, de Gustav Holst, enregistrada en discos de fonògraf de 78 RPM, per a "RCA Victor". Durant la Segona Guerra Mundial, MacMillan va dirigir el TSO en un enregistrament de Pomp and Circumstance March No. 2, de Sir Edward Elgar, enregistrat en discos de fonògraf de 78 RPM, per a "RCA Victor". Segons els informes, aquest va ser el primer enregistrament d'aquest treball realitzat fora del Regne Unit. MacMillan va dirigir el TSO en diversos enregistraments amb el pianista canadenc Glenn Gould com a solista, interpretant obres de diversos compositors, inclosos Johann Sebastian Bach i Ludwig van Beethoven.

## Llar Sir Ernest MacMillan
El que ara es coneix com la casa Sir Ernest MacMillan es va construir el 1931 per a Ernest MacMillan i la seva esposa Elsie, nascuda Keith, a la zona de Rosedale de Toronto. La casa està designada com a propietat patrimonial.